# Kinosternon dunni
Kinosternon dunni är en sköldpaddsart som beskrevs av  Schmidt 1947. Kinosternon dunni ingår i släktet Kinosternon, och familjen slamsköldpaddor. IUCN kategoriserar arten globalt som sårbar. Inga underarter finns listade.

## Etymologi
Artnamnet är från Emmett Reid Dunn.

## Utbredning
Arten finns i Pizarro i västra Colombia. Den är sällsynt.

## Habitat
Arten finns i små sötvattensbäckar.